# Aaron ben Benjamin Wolf
Pour les articles homonymes, voir Wolf.
Aaron ben Benjamin Wolf, né vers 1670 et mort le 25 juillet 1721, est rabbin à Berlin puis à Francfort-sur-l'Oder, où il vit jusqu'à sa mort.

## Biographie
Aaron ben Benjamin Wolf naît vers 1670. Son père, le rabbin Isaac Benjamin Wolf ben Eliezer Liebman, auteur de Naḥlat Binyamin, publié à Amsterdam en 1682, est le frère de Jost Liebmann qui joue un rôle de premier plan dans la congrégation de Berlin dans la première période de son histoire. Aaron épouse Resel, la fille de son oncle, qui fonde pour lui une école talmudique et soutient non seulement Aaron mais aussi ses disciples. En 1697, lorsque la santé déclinante de Shemariah, alors rabbin de Berlin, nécessite la nomination d'un successeur, Aaron est nommé rabbin, et en 1709 est nommé par le roi Frédéric Ier de Prusse au poste de grand rabbin de Berlin. Mais avec la mort du roi Frédéric Ier, les conditions changent. Esther, la veuve de Jost Liebman, tombe en disgrâce auprès de Frédéric-Guillaume Ier, ses biens sont confisqués et elle meurt en 1714.
Ces revers rendent impossible pour Aaron de maintenir ses étudiants ; et les factions au sein de la congrégation de Berlin lui causent une anxiété constante, d'autant plus qu'il a toujours pris parti pour la famille de sa femme, ce qui est très impopulaire auprès de la communauté. Il est finalement contraint de quitter Berlin, où son beau-frère Michael Ḥasid lui succède, et se rend à Francfort-sur-l'Oder, où il officie comme rabbin jusqu'à sa mort le 25 juillet 1721. 
Il a laissé quelques ouvrages, mais aucun n'a été imprimé. Il a écrit plusieurs approbations (haskamot) à des livres, publiés à Berlin, notamment celle à la première édition du commentaire de Samuel ben Meir sur le Pentateuque (1705), dont le manuscrit était en la possession de David Oppenheimer, auquel il était lié par mariage. Son approbation de l'ouvrage cabalistique de Néhémie Hayyun (en), 'Oz le-Elohim (1712),  lui causa un grand désagrément, en raison des accusations d'hérésie portées contre l'ouvrage, qu'il avait, comme David Oppenheimer, cautionné sans le lire.